# Lac de Tsignanaz
Le lac de Tsignanaz se trouve dans la commune valdôtaine de Valtournenche à 2 158 mètres d'altitude. 
C'est le plus gros lac du Valtournenche. 
Le refuge Barmasse se trouve près de ce lac. On le rejoint à partir du hameau Valmartin de Valtournenche. 

## Literature
- Félice Contessini, Ingénieur: La construction du barrage de "Cignana", 28' Année — N° 220 Septembre-Octobre 1929, La Houille Blanche, Éditions B. Arthaud , Succ’ de J. Rey, Grenoble.